# Balog Zsolt (labdarúgó)
Balog Zsolt (Békés, 1978. november 10. –) magyar labdarúgó hátvéd, legutóbb a Békéscsaba 1912 Előre játékosa volt.

## Pályafutás
A Békéscsabai nevelésű játékos az 1996–1997-es szezonban mutatkozott be a magyar első osztályban és 14. helyen zárt csapatával. 1997 és 1999 között tett egy kis kitérőt a Kispest-Honvéd FC csapatához, majd visszatért a Békéscsabai Előre FC-be. 2002-ben a Debreceni VSC is szemet vetett a fiatal játékosra és meg is szerezte, de nem tudott alapember lenni, így végül a 2004-ben a Vasasnál kötött ki, ahol a csapat egyik legértékesebb játékosává vált és csapatkapitánnyá is megtették.Ebben az évben megszületett kislány Lora is. 2010 májusában 2011. június 30-áig szóló szerződéshosszabbítást írt alá. 2011 és 2013 között két szezonon keresztül az Egri FC csapatát erősítette. 2013-ban visszatért Békéscsabára.